# Fora des Sembrat
Fora des Sembrat va ser un grup de rock mallorquí, actiu de 1992 fins a 2014. Dels seus membres, el cantant i guitarrista Pep Suasi va després llançar una carrera en solitari. Uns anys va incloure Joan Miquel Oliver i Josep Thió.

## Trajectòria
El grup Fora des Sembrat neix l'any 1992 per iniciativa del cantant i guitarra Pep Suasi, cunyat del jutje de pau d'una pedania de Calvià i germà d'una militant del PSOE i PP i del baixista Guillem Cerdà. La formació s'inscriu en el 10è concurs de Pop-Rock de l'Ajuntament de Palma. Aquest mateix any obté el premi a la millor lletra en llengua catalana pel tema Aquell soldat.
Aquest va ser el principal impuls que necessitaven perquè en plena eclosió del rock català algun segell discogràfic es fixés en ells i van acabar en el més gran: PICAP. No aturen és el seu primer treball que els durà a tocar pels Països Catalans.
Els tres anys següents són anys de grans canvis i els Fora Des Sembrat que fins llavors s'estructuraven al voltant del cantant Pep Suasi i del baixista Guillem Cerdà incorporaran el Tomeu Janer, el Rafa Ferrà dels Vadarkablar i Toni Cerdà fitxant per Swing Media. Era el moment idoni d'enregistrar Vius.... i fer una llarga gira.
El 1997 els Fora Des Sembrat van enregistrar un mini-CD anomenat Mallorca Jove fent un homenatge al R.C.D. Mallorca per l'ascens a primera divisió de futbol.
Finalment, i després de ser un dels grups que més ha actuat arreu compartint escenaris amb grups com Sau, Lax'n'Busto, Ja T'ho Diré i Gossos, i de patir la incertesa d'amb quina companyia publicar el que seria el seu darrer treball, el quintet de Mallorca va enregistrar Altres herbes i amebes, que té l'objectiu de trencar el problema de la insularitat i sortir fora d'un mercat balear que ja tenen força controlat per arribar amb força al nord de Catalunya. Això si sempre sense oblidar els seus orígens. En aquest disc la formació canviarà, Rafa Ferrà deixarà el grup i Joan Miquel Oliver li donarà el relleu.
El 2001, la banda mallorquina treu al mercat Història d'un home-llibre, un treball de rock contundent, on destaquen unes lletres molt treballades. Onze cançons que relaten onze històries reals i quotidianes on un es podria sentir identificat formant una mena de llibre que acaba donant el nom al disc. On Toni Pastor a la guitarra i el guitarró donarà el relleu a Toni Cerdà que deixarà el grup.
Joan Miquel Oliver és alhora compositor dels Fora des Sembrat i dels Antònia Font com prova que el fet que Tenc un estel, anava destinada a ser una rumbeta dels Antònia Font.
El grup passarà una crisi quan, Joan Miquel Oliver, Toni Pastor i Tomeu Janer deixen el grup i, per tant, Pep Suasi i Guillem Cerdà pensen a dissoldre el grup, però la incorporació d'Emili Gene als teclats, Tolo Servera i Toni Cerdà a les guitarres, Miki Campins a la bateria i Josep Thió a la guitarra, donarà com a resultat Je suis la suite.
Fora des Sembrat, celebra els seus més de tres lustres d'existència amb Nit de mudances. Amb la baixa de Miki Campis i la incorporació de Ruben García La nova entrega conté un doble cedé musical i un DVD que reprodueixen el concert que es va gravar a Alcúdia el 7 d'abril de 2006, un recital que es va nodrir de vint temes i en el qual van estar acompanyats per destacats músics i cantants de Balears com Albert Candela, Víctor Uris, Miquela Lladó, Marta Elka, Toni Pastor, Joan Miquel Oliver, Cap pela, Rafa Ferrà, Joan Bibiloni, Josep Thió, Pau Debon, Cris Juanico, Pemi Fortuny o l'Orquestra Camerata de Sa Nostra. Suasi, cantant de Fora des Sembrat, va dedicar aquest treball "a tots els que han passat pel grup" durant la seva llarga trajectòria, alhora que va voler destacar la gran qualitat de tots els convidats que van participar en el concert d'Alcúdia, als quals va qualificar de "amics".
Finalment els grup es dissoldrà el dia de la Revetlla de Sant Sebastià 2009 a sa Plaça de Cort de Palma pel concert de IB3 Ràdio.
El 18 d'abril de 2014, els Fora des Sembrat tornen temporalment amb Pep Suasi a la veu, Guillem Cerdà al baix, Toni Cerdà a la guitarra, Toni Pastor a la guitarra i Tomeu Janer a la bateria. Després el grup no ha actuat, i el 2018 la premsa va descriure Fora des Sembrat com un grup històric.

## Discografia
- No aturen (1992) amb Picap.
- Vius (1996) amb SwingMedia.
- Mallorca jove. Mini CD (1997) amb SwingMedia.
- Altres herbes i amebes... (1999) amb Música Global.[6]
- Història d'un home-llibre (2001) Música Global.
- Je suis la suite (2004) Música Global.
- Nit de mudances (2006) Satie.